# 爱德华湖
爱德华湖（英語：Lake Edward）位于刚果民主共和国和乌干达边境，东非大裂谷的西部分支-艾伯丁裂谷里，其北岸距离赤道仅数公里，是非洲大湖地区七大湖中面积最小的湖泊。
爱德华湖由断层陷落而成；湖面海拔912米，南北长76公里，东西宽51公里，面积2150平方公里；最深117米；有许多山溪注入，湖水北经塞姆利基河注入艾伯特湖。
爱德华湖由英国探险家亨利·莫顿·斯坦利命名，以表达对威尔士亲王，王子阿尔伯特爱德华的敬意，也就是后来的英国国王爱德华七世。